# The 11th Hour
The 11th Hour é um jogo eletrônico estilo puzzle lançado pela Trilobyte em 1995 para Microsoft Windows e DOS e em 1997 para o Mac. Foi um dos primeiros jogos de PC a ser lançado unicamente em Compact Disc (ou CD), visto que na época, os jogos eram lançados em disquete.

## O Jogo
Sequência do jogo The 7th Guest, de 1993, The 11th Hour é um puzzle game de aventura com um cenário de horror. Assim como seu antecessor, trata-se de um point and click de exploração apenas com vários puzzles lógicos e enigmas para serem resolvidos de forma a progredir na história.
O jogo está dividido em várias horas, onde em cada hora o player tem uma série de tarefas a cumprir. Estas resumem-se a resolver alguns puzzles em várias salas, ou então resolver alguns enigmas.
A história do jogo decorre na década de 1990, onde Robin Morales, produtora do programa televisivo que Carl Denning (o personagem principal) trabalha e que também é sua amante, está desaparecida há umas semanas. A suas últimas notícias relatam que Robin estaria a investigar uma série de assassinatos que ela suspeitaria estarem relacionados de alguma forma com a velha casa em ruínas de Henry Stauf, conhecida localmente por estar assombrada. Carl recebe em seguida de um remetente misterioso uma espécie de palmtop chamado de “gamebook” onde vê um vídeo de Robin aflita a pedir pela sua ajuda, estando aprisionada na tal casa. Começa-se assim a aventura a entrar mais uma vez nos corredores ainda sinistros da mansão de Stauf.

### Sinopse
| “ | "The 11th Hour é ambientado em 1995, 60 anos após os acontecimentos da primeira parte (The 7th Guest). O personagem principal é Carl Denning, um jornalista trabalhando em uma série de televisão chamado “casos pendentes”. Robin Morales, sua amante e produtora do programa, desapareceu misteriosamente enquanto investigava uma série de assassinatos e desaparecimentos na cidade de Harley-on-the-Hudson. Carl Denning, então, recebe um laptop supostamente enviada por Morales, que leva para a mansão de Henry Stauff onde você deve resolver uma série de quebra-cabeças para resgatá-la." | ” |

## Elenco
O jogo utiliza-se de vários clips live-action como parte central de sua jogabilidade. Desta forma, alguns atores fizeram os papéis dos personagens, conforme o quadro abaixo:
| Ator               | Personagem     |
| ------------------ | -------------- |
| Robert Hirschboeck | Henry Stauf    |
| Douglas O'Keeffe   | Carl Denning   |
| Suzy Joachim       | Robin Morales  |
| Frances King       | Samantha Ford  |
| Michelle Gaudreau  | Marie Wiley    |
| Mark Padgett       | Chuck Lynch    |
| Holly Weber        | Eileen Wiley   |
| Marco Barricelli   | Martin         |
| Debra Ritz Mason   | Martine Burden |
| Julia Tucker       | Julia Heine    |
| Larry Roher        | Ed Knox        |

## Recepção
| Revisado por         | Plataforma | Data               | Pontuação |
| -------------------- | ---------- | ------------------ | --------- |
| Freak                | Macintosh  | Abril de 1995      | 95%       |
| Freak                | DOS        | Abril de 1995      | 90%       |
| Quandary             | DOS        | Janeiro de 1996    | 80%       |
| Quandary             | Windows    | Janeiro de 1996    | 80%       |
| Game Revolution      | Windows    | 5 de junho de 2004 | 67%       |
| Adventure Lantern    | Windows    | Agosto de 2006     | 64%       |
| Power Play           | DOS        | Janeiro de 1996    | 61%       |
| PC Player (Alemanha) | DOS        | Janeiro de 1996    | 48%       |
| All Game Guide       | Windows    | 2007               | 30%       |

### Prêmios e Indicações
- 1995 - New Media Invision Awards - Gold-Games Strategy/Puzzle
- 1995 - New Media Invision Awards - Bronze-Consumer Interactive Movies
- 1995 - International Cindy Competition - Honorable Mention - Consumer Games
- 1995 - CD-ROM Today "Rommie" Awards - Best Graphic Adventure